# 음성 충정사
충정사는 충청북도 음성군 금왕읍에 있다. 2007년 6월 5일 음성군의 향토문화유적 제22호로 지정되었다.

## 개요
이 사우는 충정공(忠靖公) 조인옥(趙仁沃)의 위패를 봉안한 사당으로 1927년에 후손들이 중건하였으며, 정면 3칸, 측면 1칸 반 겹처마 팔작지붕의 목조기와집으로, 정면에 충정사라는 편액을 달았다.